# Jean-Paul Deysson
El abate Jean-Paul Deysson ( 1860 - 1917 ) fue un religioso y botánico francés .

## Algunas publicaciones
- Liste des localités de plantes rares de formes ou de variétés nouvelles peu répandues dans le département de la Gironde. 15 pp. + 1 plancha
- Contribution à la flore du Sud-Ouest. Les Euphorbiacées de la Gironde. 28 pp.

- La abreviatura «Deysson» se emplea para indicar a Jean-Paul Deysson como autoridad en la descripción y clasificación científica de los vegetales.[1]